# Fufius auricomus
Fufius auricomus là một loài nhện trong họ Cyrtaucheniidae. Loài này phân bố ờ Brasil.